# Kurt Wenner
Kurt Wenner (Ann Arbor, 1958) is een Amerikaans beeldend kunstenaar. Hij verwierf bekendheid als straatkunstenaar door zijn anamorfe afbeeldingen met stoepkrijt.
Wenner groeide op in Californië en volgde een kunstopleiding. Hij werkte enkele jaren als illustrator voor de Amerikaanse ruimtevaartorganisatie NASA. Hij debuteerde als straatkunstenaar in Rome. Zijn werk viel op door het gebruik van anamorfose (een afbeelding die maar vanop een bepaald gezichtspunt duidelijk herkenbaar is) en trompe-l'oeil. Zijn kunst volgt de academische traditie. Hij creëerde straatkunst in vele wereldsteden en is ook een veelgevraagd illustrator in de reclamewereld.